# Tommi Mäkinen
Tommi Mäkinen (* 26. červen 1964 Puuppola, Finsko) je rallyeový jezdec a čtyřnásobný mistr světa.

## Kariéra
Jako malý chtěl být farmářem a pomáhat otci. Od patnácti let jezdil po jejich farmě s traktorem. Později závodil s bratry na zamrzlém jezeře. Svoje první soutěžní auto, Ford Escort RS2000, si koupil za vlastní peníze v roce 1985. O rok později už absolvoval 20 soutěží. V roce 1988 získal titul mistra Finska ve skupině N a startoval i na několika zahraničních soutěžích. O rok později se jeho manažerem stal Timo Juohki, který mu za spolujezdce domluvil zkušeného Seppo Harjanea. Měl absolvovat i první soutěže v šampionátu Mistrovství světa v rallye 1990 s vozem Mitsubishi Galant VR-4. Skončil šestý na Rallye Nový Zéland 1990 a sedmý v Austrálii.

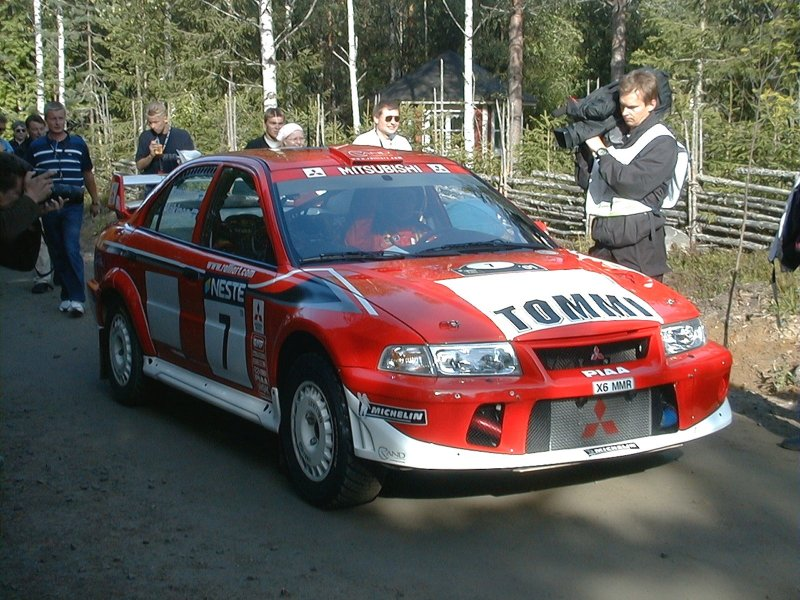
Mäkinen při poslední sezoně u Mitsubishi

V sezoně mistrovství světa v rallye 1991 se stal členem týmu Nissan Motorsport, ale ten se po sezoně ze šampionátu stáhl. Mäkinen nemohl získat angažmá a soutěžil v britském mistrovství. Tým Ford M-Sport potřeboval na finské rallye v roce 94 náhradníka a angažoval právě Mäkinena. Ten celou soutěž vyhrál a obdržel nabídku týmu Mitsubishi Ralliart. V sezoně Mistrovství světa v rallye 1995 skončil pátý, ale v šampionátech Mistrovství světa v rallye 1996, Mistrovství světa v rallye 1997, Mistrovství světa v rallye 1998 a Mistrovství světa v rallye 1999 získal tituly Mistra světa. V sezoně Mistrovství světa v rallye 2000 byl již vůz Mitsubishi Lancer EVO VI méně konkurenceschopný. V průběhu sezony tým představil typ Lancer EVO VII WRC, který na konkurenci nestačil. Pro sezonu Mistrovství světa v rallye 2002 se tak Mäkinen stal jezdcem Subaru World Rally Teamu a skončil na osmém místě, stejně jako v sezoně Mistrovství světa v rallye 2003. Po této sezoně svou aktivní závodní kariéru ukončil.